# Дуглас (округ, Міссурі)
Шаблон:StateAbbr_ 36°56′ пн. ш. 92°30′ зх. д. / 36.93° пн. ш. 92.5° зх. д.
Округ Дуглас (англ. Douglas County) — округ (графство) у штаті Міссурі, США. Ідентифікатор округу 29067.

## Історія
Округ утворений 1857 року.

## Демографія
За даними перепису
2000 року
загальне населення округу становило 13084 осіб, зокрема міського населення було 2874, а сільського — 10210.
Серед мешканців округу чоловіків було 6428, а жінок — 6656. В окрузі було 5201 домогосподарство, 3672 родин, які мешкали в 5919 будинках.
Середній розмір родини становив 2,99.
Віковий розподіл населення поданий у таблиці:
| Стать    | До 15 років | 15-21 | 22-29 | 30-39 | 40-49 | 50-65 | 65-85 | Понад 85 |
| -------- | ----------- | ----- | ----- | ----- | ----- | ----- | ----- | -------- |
| Чоловіки | 1421        | 642   | 488   | 787   | 918   | 1202  | 883   | 87       |
| Жінки    | 1306        | 593   | 476   | 813   | 998   | 1206  | 1067  | 197      |

## Суміжні округи
- Райт — північ
- Техас — північний схід
- Гавелл — схід
- Озарк — південь
- Тейні — південний захід
- Крістіан — захід
- Вебстер — північний захід

## Виноски
1. ↑  U.S. Decennial Census. United States Census Bureau. Архів оригіналу за 26 квітня 2015. Процитовано 15 листопада 2014.
2. ↑  Historical Census Browser. University of Virginia Library. Архів оригіналу за 11 серпня 2012. Процитовано 15 листопада 2014.
3. ↑  Population of Counties by Decennial Census: 1900 to 1990. United States Census Bureau. Архів оригіналу за 3 грудня 2014. Процитовано 15 листопада 2014.
4. ↑  Census 2000 PHC-T-4. Ranking Tables for Counties: 1990 and 2000 (PDF). United States Census Bureau. Архів оригіналу (PDF) за 18 грудня 2014. Процитовано 15 листопада 2014.
5. ↑  State & County QuickFacts. United States Census Bureau. Архів оригіналу за 7 червня 2011. Процитовано 8 вересня 2013.(англ.) Наведено за англійською вікіпедією.
6. ↑  American FactFinder. Бюро перепису населення США. Архів оригіналу за 21 травня 2008. Процитовано 31 січня 2008.

| США | Це незавершена стаття з географії США. Ви можете допомогти проєкту, виправивши або дописавши її. |